# Zeta Corse
Zeta Corse was een Italiaans autosportteam dat opgericht werd in 2013 door coureur Giancarlo Zampieri.
In 2013 neemt Zeta Corse de startplaats over van BVM Target over in de Formule Renault 3.5 Series. Target stond niet op de inschrijvingslijst van november 2012 om deel te nemen aan het kampioenschap in 2013. Het team werd vervolgens opgesplitst in twee inschrijvingen: Zeta Management en MT Motorsport. Het team werd uiteindelijk opgenomen in de inschrijvingslijst onder de naam Zeta Corse.
De Roemeen Mihai Marinescu en de Fransman Emmanuel Piget zijn de coureurs voor het team in de Formule Renault 3.5 in 2013.
In 2015 werd het team opgedoekt.